# Aviaco
Aviaco (Sociedad de Transportes Aviación y Comercio S.A.) war eine spanische Fluggesellschaft. Hauptgesellschafter waren Geschäftsleute aus Bilbao.

## Geschichte

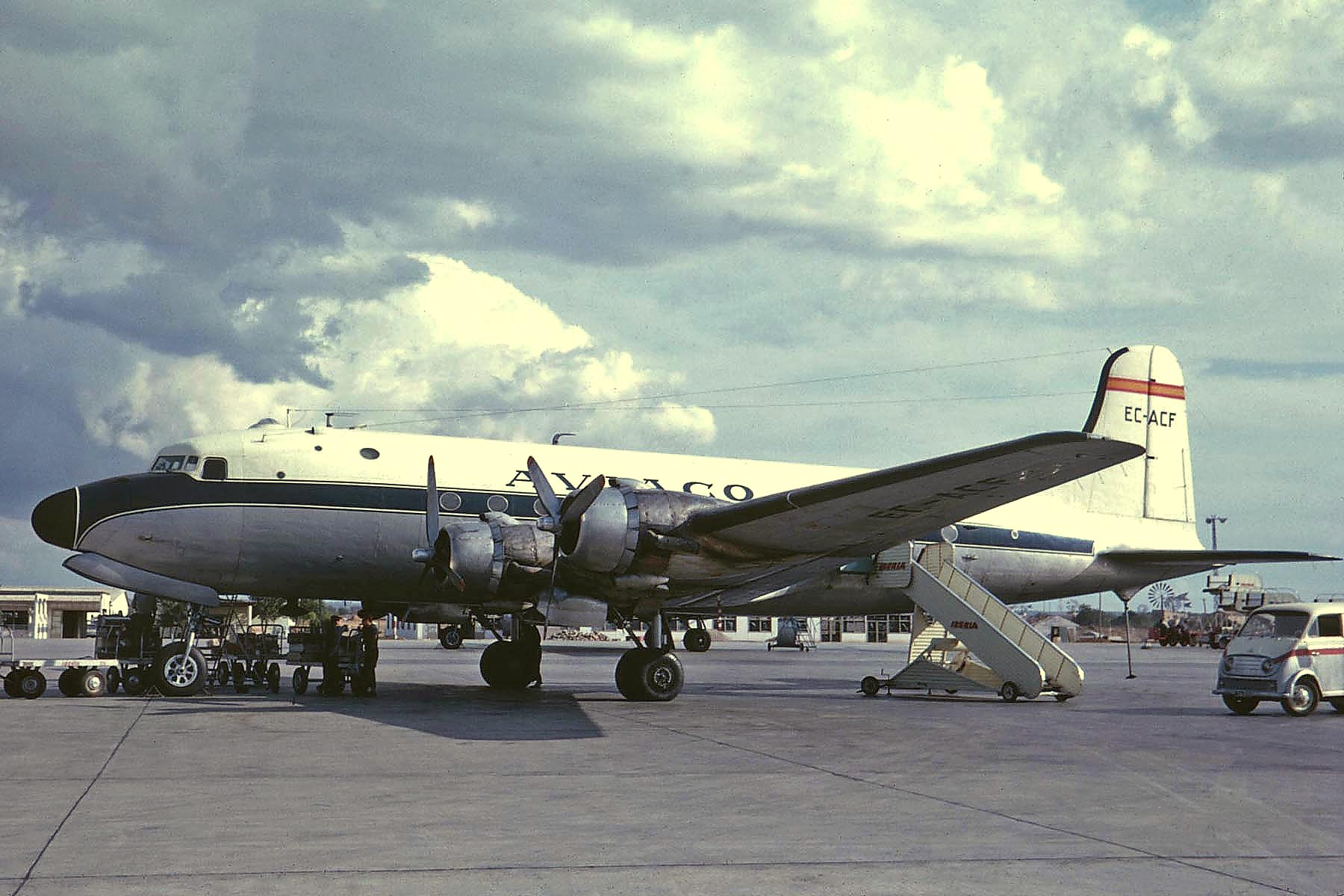
DC-4 der Aviaco, 1965

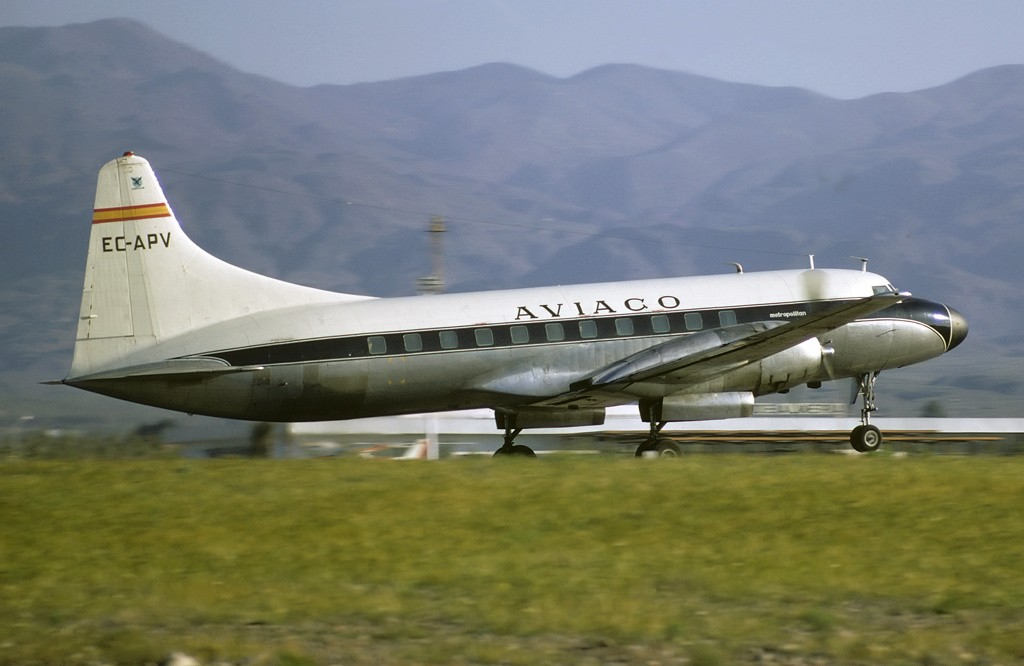
Convair CV-440 Metropolitan der Aviaco, 1971

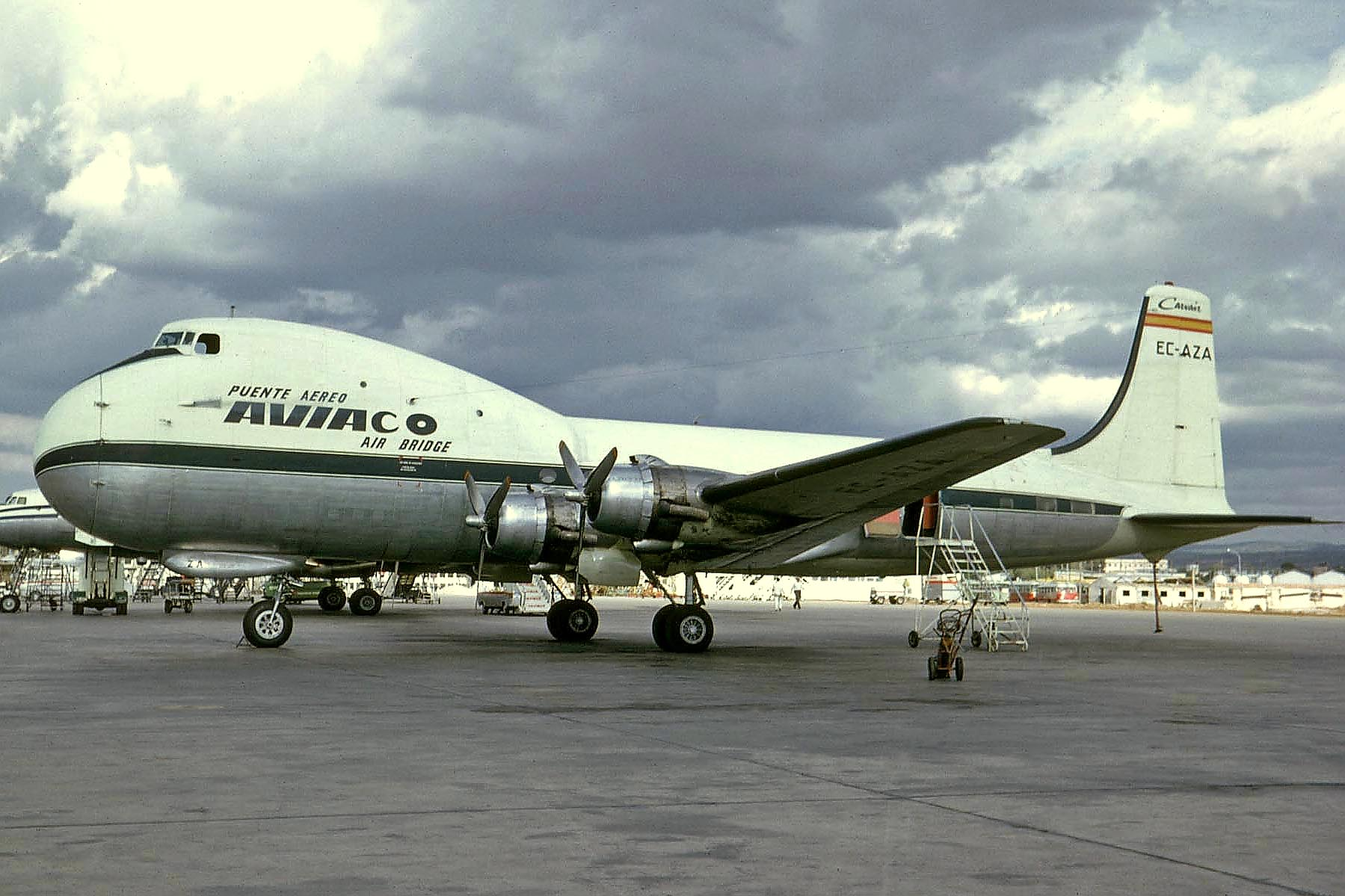
ATL-98 Carvair der Aviaco, 1965

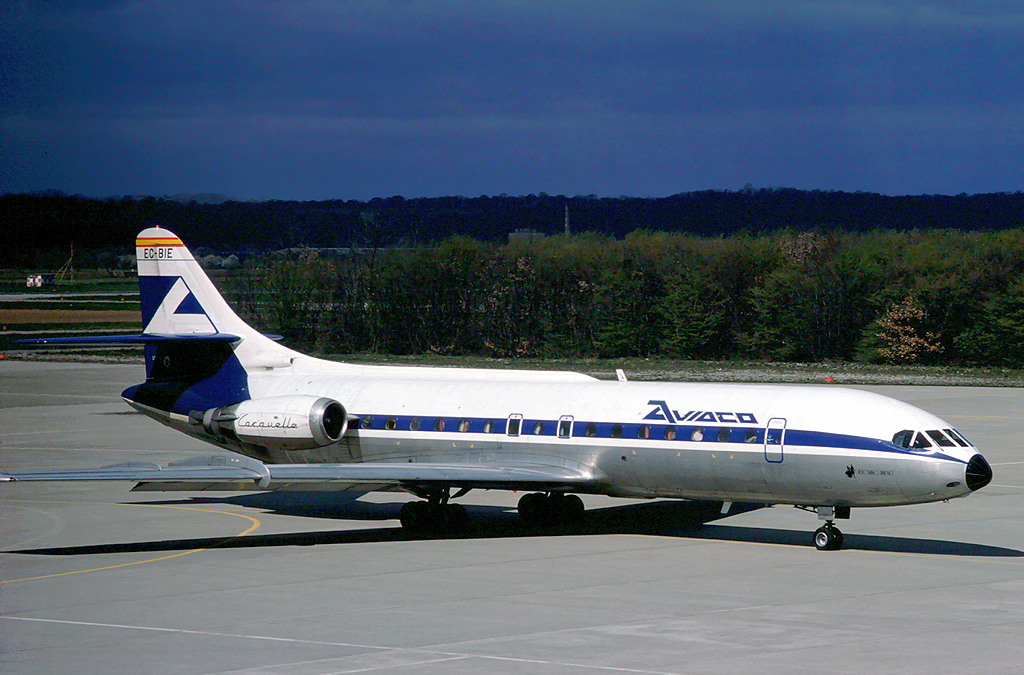
Caravelle der Aviaco, 1977

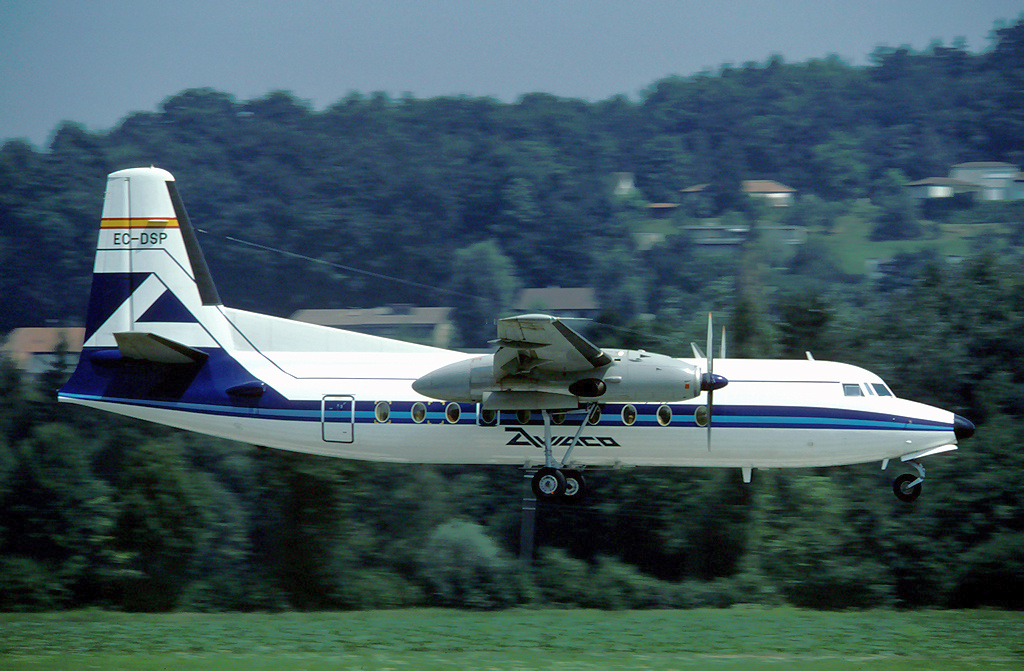
Fokker F-27 der Aviaco, 1983

Die Gesellschaft wurde am 18. Februar 1948 gegründet. Zunächst verfügte Aviaco über sechs Bristol 170, je drei als Fracht- und als Passagierversion; letztere waren mit 55 Passagiersitzen ausgerüstet. Der Frachtflugbetrieb wurde 1948 mit den Linien Bilbao-Barcelona und Bilbao-Madrid aufgenommen, gefolgt vom Passagierdienst mit der Strecke Bilbao-Palma de Mallorca-Marseille.
Bereits in den 1960er Jahren übernahm Iberia mit 65 % die Mehrheit an Aviaco, und in der Folge konzentrierten sich die Aktivitäten von Aviaco auf weniger rentable Inlandsstrecken, aber auch auf Charterverkehr von internationalen Destinationen zu spanischen Urlaubszielen.
Im Jahr 1998 erwarb Iberia auch die restlichen Unternehmensanteile und übernahm die Gesellschaft damit gänzlich. Gleichzeitig traf Iberia die Entscheidung, ihre Tochtergesellschaften Aviaco und Viva Air in das Mutterunternehmen zu integrieren. Nachdem die Pilotengewerkschaften einer Fusion zugestimmt hatten, wurden die Flugzeuge der Aviaco ab dem 1. September 1999 in Farben der Iberia umlackiert.

## Flotte
Im Laufe ihres Bestehens betrieb Aviaco folgende Flugzeugtypen:
- ATL-98 Carvair
- Bristol 170 Freighter Mk.21 und Mk.31 (1948–1965)[6]
- Convair CV-440
- De Havilland DH.114 Heron
- Douglas DC-3
- Douglas DC-4
- Douglas DC-6
- Douglas DC-8
- Douglas DC-9
- Fokker F-27
- McDonnell Douglas DC-9-83[7]
- McDonnell Douglas MD-88[7]
- Sud Aviation Caravelle
- SNCASE Languedoc

## Zwischenfälle
Von 1949 bis zur Betriebseinstellung 1998 ereigneten sich bei Aviaco 19 Unfälle mit Totalverlust des Flugzeugs. Bei 11 davon kam es zu insgesamt 244 Todesfällen. Vollständige Liste:
- Am 24. November 1949 überrollte eine Bristol 170 Freighter Mk.21E der Aviaco (Luftfahrzeugkennzeichen EC-ADK) das Landebahnende auf dem Flughafen Mahon-Menorca (San Luis) und wurde irreparabel beschädigt. Alle 26 Insassen, 22 Passagiere und 4 Besatzungsmitglieder überlebten.[9]

- Am 4. Dezember 1953 flog eine Bristol 170 Freighter Mk.21 (EC-AEG) auf einem Flug von Bilbao zum Flughafen Madrid-Barajas 20 Minuten Flugzeit vor Ankunft nahe Guaderrama in einen Bergrücken. Von den 33 Insassen wurden 23 getötet.[10][11]

- Am 29. September 1956 stürzte eine SNCASE Languedoc (EC-AKV) auf einem Flug von Málaga nahe dem Flughafen Teneriffa-Los Rodeos beim Anflug in ein Haus. Die 38 Flugzeuginsassen überlebten, jedoch wurde eine Person am Boden getötet.[12][13]

- Am 9. Mai 1957 kam es bei einer Bristol 170 Freighter Mk.21 der Aviaco (EC-ADI) auf einem Flug von Santiago de Compostela zum Flughafen Madrid-Barajas in der – nach Sicht geflogenen – Platzrunde für die Landung zu einem Strömungsabriss. Das Flugzeug geriet ins Trudeln, stürzte ab und geriet in Brand. Alle 5 Besatzungsmitglieder und 32 Passagiere wurden getötet (siehe auch Aviaco-Flug 111).[14][15]

- Am 11. September 1957 wurde eine Bristol 170 Freighter Mk.21E der Aviaco (EC-AEH) auf dem Flughafen Tetouan bei einer harten Landung irreparabel beschädigt. Alle Insassen überlebten.[16][17]

- Am 26. Oktober 1957 landeten die Piloten einer aus Madrid-Barajas kommenden De Havilland Heron 2D (EC-AOA) auf dem Flughafen San Sebastián. Durch eine Leckage im Bremssystem war es nicht möglich, die Maschine vor dem Landebahnende zu stoppen. Sie überrollte in den Morast im Mündungsgebiet des Flusses Bidasoa. Alle 22 Insassen, 17 Passagiere und die 5 Besatzungsmitglieder, überlebten diesen Unfall. Das Flugzeug wurde zerstört.[18]

- Am 15. November 1957, nur rund zwei Wochen später, flogen die Piloten einer aus Barcelona kommenden De Havilland Heron 2D (EC-ANZ) im Anflug auf den Flughafen Palma de Mallorca-Son San Juan 15 km vom Flughafen entfernt in einen gut 400 Meter hohen Berg. Alle 4 Insassen, zwei Passagiere und die Piloten, wurden infolge dieses Navigationsfehlers getötet (siehe auch Flugunfall der Aviaco auf Mallorca 1957).[19]

- Am 14. April 1958 waren die Piloten einer De Havilland Heron 2D (EC-ANJ) im Anflug auf den Flughafen Barcelona-El Prat zu einem heftigen Ausweichmanöver gezwungen, um eine Kollision mit einer anderen Heron zu verhindern. Dabei geriet die Maschine außer Kontrolle und stürzte ins Meer. Alle 16 Insassen wurden infolge dieses Fluglotsen-Fehlers getötet (siehe auch Flugunfall der Aviaco bei Barcelona).[20]

- Am 4. Dezember 1958 stürzte eine SNCASE Languedoc der Aviaco (EC-ANR) auf einem Flug von Vigo nach Madrid in den Guadarrama-Bergen ab. Alle 5 Besatzungsmitglieder und 16 Passagiere kamen ums Leben. Als Ursache wird starke Vereisung vermutet, die zum Kontrollverlust führte.[21]

- Am 13. März 1959 ging eine Bristol 170 Freighter Mk.21E der Aviaco (EC-ADH) im Endanflug auf den Flughafen Mahon-Menorca (San Luis) in etwa 120 Meter Höhe in eine scharfe Rechtskurve über und dann zu Boden, möglicherweise ausgelöst durch eine starke Windbö. Einer der Passagiere kam ums Leben, die anderen 17 Insassen, 14 Passagiere und 3 Besatzungsmitglieder überlebten (siehe auch Flugunfall der Aviaco auf Menorca 1959).[22][23]

- Am 1. Oktober 1961 wurde eine Bristol 170 Freighter Mk.31E der Aviaco (EC-AHK) auf dem Flughafen Ibiza bei einem Landeunfall irreparabel beschädigt. Alle Insassen überlebten.[24][25]

- Am 19. April 1962 wurde eine Bristol 170 Freighter Mk.31E der Aviaco (EC-AHJ) auf dem Flughafen Valencia aus momentan nicht vorliegenden Gründen irreparabel beschädigt. Personen kamen nicht zu Schaden.[26][25]

- Am 6. Juli 1972 wurde eine aus Madrid kommende Douglas DC-8-52 der Aviaco (EC-ARA) 21 Kilometer vor dem Flughafen Gran Canaria ins Meer geflogen. Bei diesem CFIT (Controlled flight into terrain) starben alle 10 Besatzungsmitglieder an Bord der Maschine. Es befanden sich keine Passagiere an Bord, da die Maschine sich auf einem Positionierungsflug befand, um Touristen von Gran Canaria nach Hamburg auszufliegen.[27]

- In der Nacht auf den 5. März 1973 wurde eine Caravelle 10R der Aviaco (EC-BID) während des Landeanflugs auf den Flughafen Madeira ins Meer geflogen. Bei diesem CFIT (Controlled flight into terrain) wurden alle drei Piloten (die einzigen Insassen) getötet.[28]

- Am 13. August 1973 wurde eine Caravelle 10R der Aviaco (EC-BIC) beim vierten Anflugversuch auf den Flughafen La Coruña (Spanien) ins Gelände geflogen. Bei diesem erneuten CFIT (Controlled flight into terrain) wurden alle 85 Insassen, 6 Besatzungsmitglieder und 79 Passagiere, getötet.[29][30]

- Am 7. Dezember 1983 kollidierten auf dem Flughafen Madrid-Barajas eine startende Boeing 727-200 der Iberia (EC-CFJ) und eine rollende Douglas DC-9-32 der Aviaco (EC-CGS), deren Piloten im Nebel auf die aktive Startbahn gerollt waren. Bei dem Unfall kamen 93 Menschen ums Leben, 51 von 93 in der Boeing 727 sowie alle 42 an Bord der Aviaco-Maschine. Als Konsequenz dieses Unfalls wurden alle spanischen Verkehrsflughäfen, insbesondere Barcelona und Madrid, so umgestaltet, dass ein Kreuzen einer aktiven Start- oder Landebahn nicht mehr notwendig ist (siehe auch Flugzeugkollision in Madrid 1983).[31][32]

- Drei Douglas DC-9-32 der Aviaco wurden bei Landeunfällen zum Totalschaden. Bei keinem dieser drei Zwischenfälle gab es Todesopfer.[33]
  - Am 18. Februar 1990 schlug eine Douglas DC-9-32 der Aviaco (Luftfahrzeugkennzeichen EC-BIQ) beim Versuch des Durchstartens auf dem Flughafen Menorca (Spanien) mit + 3,56 g extrem hart auf der Landebahn auf. Die Piloten kehrten nach Palma de Mallorca zurück, wo eine sichere Landung durchgeführt werden konnte. Allerdings war das Flugzeug irreparabel beschädigt. Alle 89 Insassen, sieben Besatzungsmitglieder und 82 Passagiere, überlebten den Unfall.[34]
  - 30. März 1992 (EC-BYH, Flughafen Granada-Jaén) und
  - 21. März 1994 (EC-CLE, Flughafen Vigo).